# Déclin et chute de l'Empire ottoman
 (mai 2012).
Le déclin et la chute de l'Empire ottoman désignent les évènements qui, du XVIIe siècle au début du XXe siècle, ont mené à la perte de territoires puis à la désintégration de l’Empire ottoman, un vaste État multiethnique et multiconfessionnel qui compte au XXIe siècle vingt-six États-héritiers :
- quinze à majorité musulmane : (Turquie, Bosnie-Herzégovine, Albanie, Syrie, Jordanie, Irak, Koweit, Arabie Saoudite , Yémen, Soudan, Égypte, Libye, Tunisie et Algérie) ;
- dix à majorité chrétienne : (Liban, Hongrie, Serbie, Monténégro, Macédoine du Nord, Bulgarie, Grèce, Chypre, Ukraine, Géorgie et Arménie) ;
- un à majorité juive (Israël).

Au XVIe siècle l’âge d’or de l'Empire ottoman est déjà révolu, comme l’indique la défaite navale de Lépante en 1571 face à une ligue réunissant l’Espagne, Rome, Malte et Venise. Cette première défaite majeure n’eut pas de répercussion immédiate, mais elle marquait un tournant dans l’histoire de l’État ottoman et un regain de confiance dans la puissance de l’Europe chrétienne.

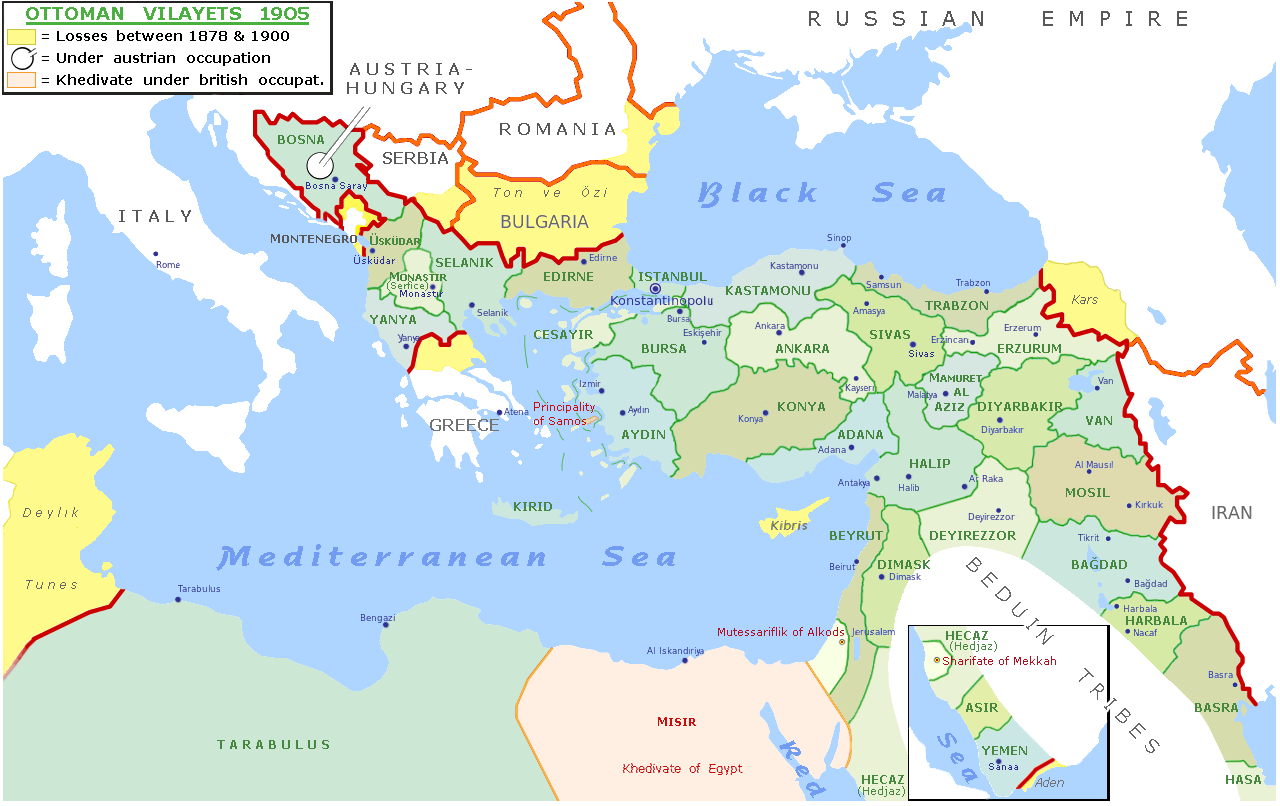
L'Empire ottoman (en vert), en 1900.

Le déclin de l’Empire se manifeste aussi lors de l'assassinat du sultan ottoman Osman II (1618-1622) par les janissaires opposés à ses tentatives de réforme, ce qui engendre une dégradation de l’autorité des sultans et du pouvoir central.
En effet, l’échec du second siège de Vienne (1683), le traité de Karlowitz en 1699 (premier traité défavorable aux Ottomans) et le traité de Koutchouk-Kaïnardji (1774), reflètent l’affaiblissement grandissant de l’Empire ottoman et marquent le début d’une crise qui va durer jusqu’à sa partition en 1919 et qui aboutira à son abolition en 1923.
La campagne d'Égypte, expédition militaire de Napoléon Bonaparte (1798-1801), et l’invasion de la Syrie par les troupes de Méhémet Ali, gouverneur autonome de l'Égypte, fragilisent encore les fondements de l’État ottoman et l’obligent à rechercher des solutions aux crises qui le secouent : c’est l’époque des Tanzimat.

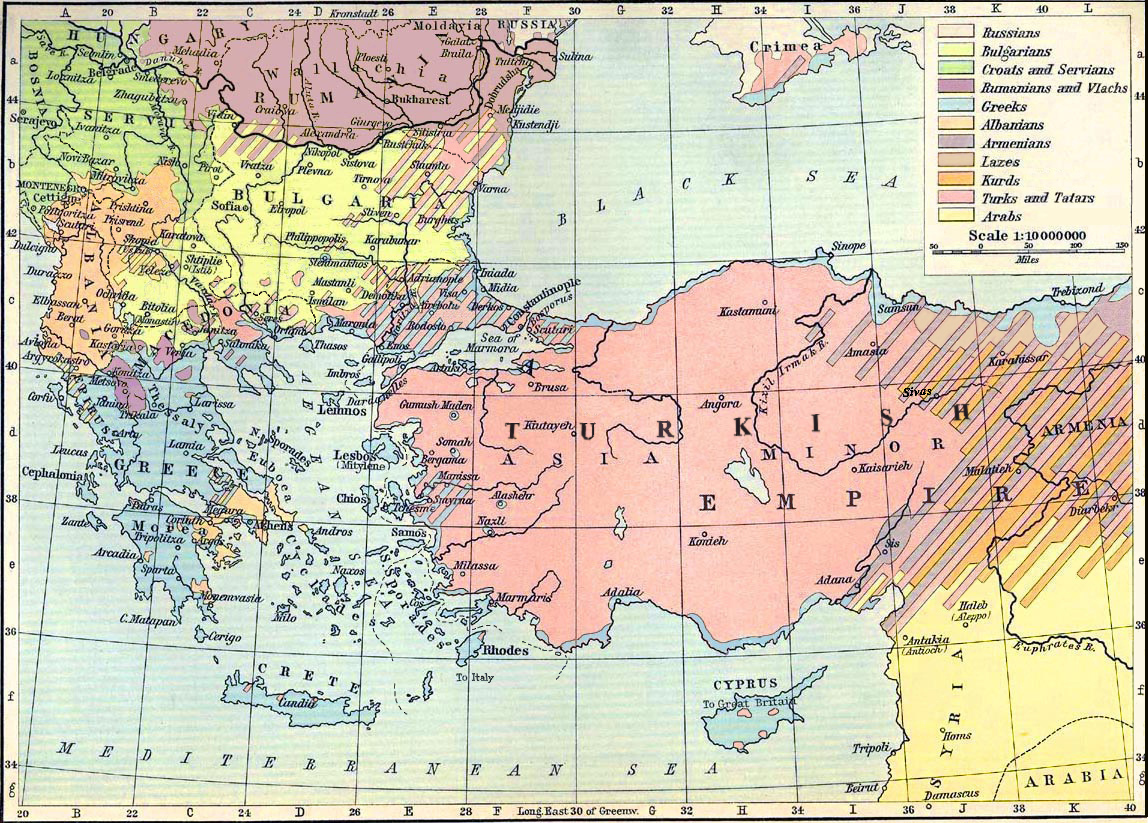
Les langues parlées dans les Balkans, en Anatolie et au proche-Orient en 1913.

## Les Tanzimat (1839-1878)

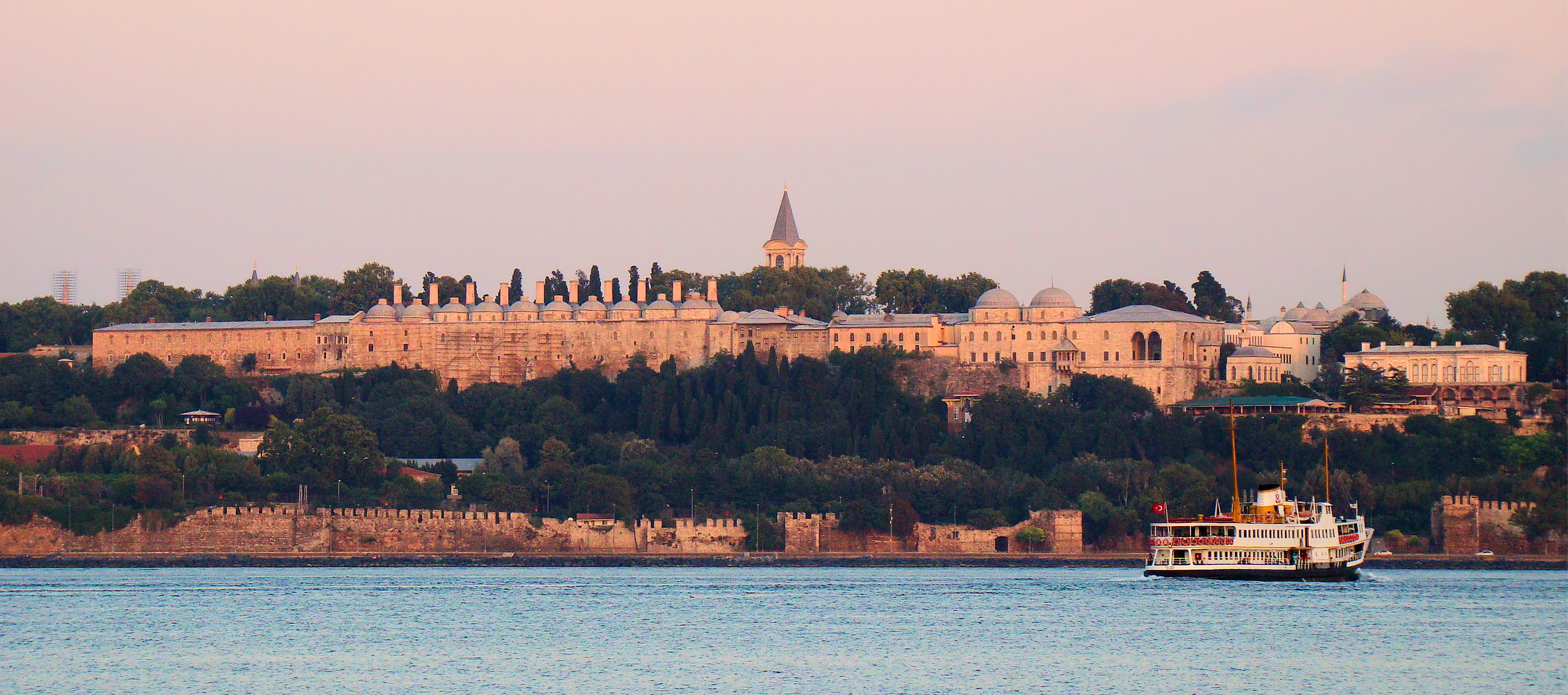
Palais de Topkapı

Le 29 mai 1807, le sultan Sélim III est déposé, sa nouvelle armée (Nizam-i Djédid) est dissoute et ses réformes abolies par les janissaires. Ce sera une leçon pour le nouveau sultan Mahmoud II, qui essaiera tout au long de son règne (1808-1839) de sauver l’empire ottoman de l’effondrement par une série de réformes, et supprimera en 1826 l’institution des janissaires, opposés aux réformes. Malgré tous ces changements opérés par Mahmoud II, ce n’est qu’avec son successeur, le sultan Abdul-Medjid I (1839-1861) que l’ère des Tanzimat est officiellement inaugurée par l’édit impérial dit « du Gulkhané » promulgué le 3 novembre 1839 au palais de Topkapı. C’est le premier d'une série de textes et de mesures qui vont former le pilier essentiel des Tanzimat (« réorganisation » en turc). L’édit annonce que les sujets du sultan sont désormais égaux, il abolit l’affermage des impôts et promet le développement de nouvelles méthodes pour assurer la mise en place d’un système juste pour la conscription et l’entraînement des soldats de l’armée.
Les Tanzimat visent à sauver l’État ottoman qui subit de plus en plus de pressions extérieures et qui est confronté en même temps à des difficultés intérieures croissantes d’ordre économique et politique. Bien que le sultan continue à exercer l’essentiel du pouvoir, son rôle va être éclipsé par la « Sublime Porte » : le vizirat qui devient le centre d’impulsion des Tanzimat. Jusqu’en 1878, la scène politique ottomane va être dominée par quatre pachas qui occuperont successivement le poste du grand-vizir : Mustafa Reşid surnommé le « père des Tanzimat », Mehmet Emin Ali, Mehmet Fuad et Midhat, « père » la constitution de 1876. Les hommes des Tanzimat vont jouer un rôle de premier plan dans la modernisation de l’empire et cela en s’inspirant de l’Europe (spécialement de la France) dans ses institutions politiques et sa structure administrative, et en essayant d’occidentaliser la société ottomane et de moderniser la technologie (notamment des réseaux de communication et des outils de production) pour que l’Empire puisse faire face aux diverses transformations de ce temps. Les réformes touchent tous les aspects de la vie, mais c’est la réorganisation du pouvoir d'État qui est la plus importante car elle va laisser des conséquences considérables sur le fonctionnement des institutions politiques.
Les Tanzimat ont créé un gouvernement centralisé qui se compose d’une nouvelle classe dirigeante, les bureaucrates. Afin de donner à l’État une meilleure efficacité, des ministères conçus sur le modèle européen sont établis. Ainsi, un ministère de la justice voit le jour vers le milieu du règne de Abdülaziz (1861-1876) et, en 1869, un ministère de l’intérieur est établi. D’autres ministères sont créés (agriculture, commerce, travaux publics) et leurs tâches se diversifient d’une façon considérable.
Étant le lien qui relie l’empire avec l’Occident, le ministère des Affaires étrangères constitue la vitrine de la modernité ottomane. Chacun de ces ministères est mis sous la direction d’un ‘nazir’ ou ministre. Au-dessus de tous les départements de l’État, le grand-vizir (ou la Sublime Porte) supervise l’activité des divers organismes, et préside le conseil des ministres qui devient l’organe central de l’exécutif.

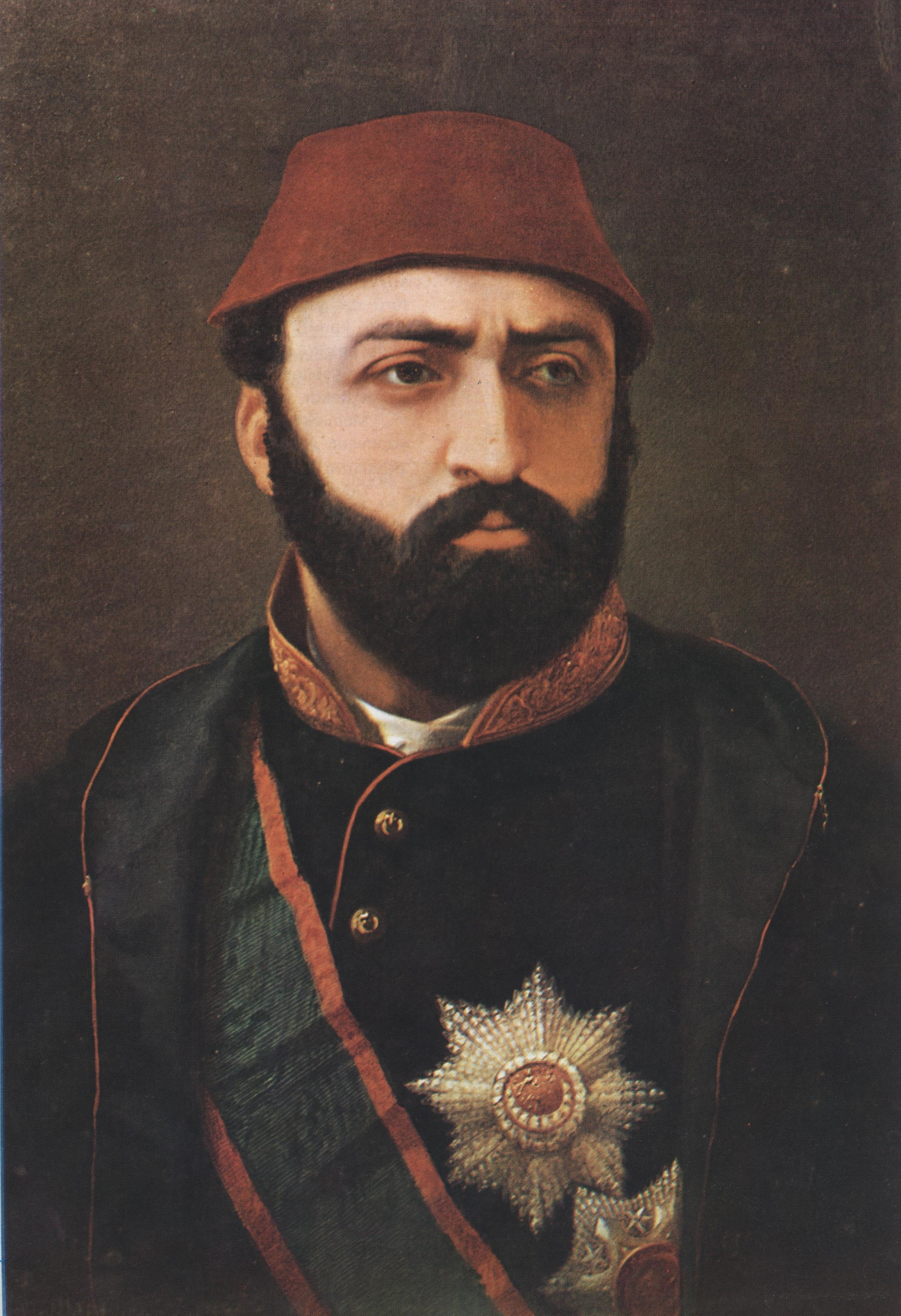
Le sultan Abdülaziz règne de 1861 à 1876.

Sur le plan législatif, le conseil supérieur de justice, fondé en 1838, connaît un développement important dans ses fonctions. En effet, ce conseil élabore les textes législatifs et devient le principal fournisseur des lois de l’empire. En outre, plusieurs codes sont rédigés, tels que le Code pénal (1840) et le Code commercial (1850) et spécialement le Code civil (Mecele) qui est une gigantesque compilation de coutumes et de lois. Calqués sur le modèle laïc européen, ces codes posent un véritable problème en ce qui concerne leur conformité au droit islamique. Pour assurer leur application, de nouvelles juridictions (nizams) sont instaurées pour trancher les litiges qui n’entrent pas dans la compétence des autorités religieuses.
Les réformes ne se limitent pas à ces domaines, elles touchent l’éducation qui devient de plus en plus séculière, spécialement après la mise en place d’un nouveau système d’enseignement séparé des institutions religieuses traditionnelles. L’armée aussi se modernise selon le modèle européen, et en 1864 une nouvelle loi administrative divise l’empire ottoman en 27 provinces (vilayets) et associe ces provinces, avec les autres subdivisions administratives, d’un organe mixte composé de personnes nommées par l’autorité centrale ou élues sur le plan local.
L’époque des tanzimat a connu encore des majeures transformations de la société ottomane. L’essor démographique, et l’extension des villes grâce au développement de la population urbaine et à l’exode rural, sont le trait qui caractérise la deuxième moitié du XIXe siècle (ex : la population de Beyrouth passe de 40 000 habitants dans les années 1850 à quelque 80 000 dans les années 1880). L’économie à son tour va connaître une métamorphose vers le système capitaliste (fondation des banques et des entreprises privées, développement considérable de l’exportation et de l’importation, expansion de l’agriculture, chemins de fer).
La guerre de Crimée a révélé la faiblesse financière de l'empire: pas de vrai budget, des rentrées fiscales irrégulières, un endettement croissant. La monnaie, les finances et les douanes de l'empire passent sous la tutelle de la Banque impériale ottomane, créée en 1863 et dirigée par un consortium franco-britannique.
Malgré toutes ces réformes, la situation est loin d’être positive. En effet, la guerre de Crimée (1853-1856) et les crises successives qui secouent les Balkans et le Liban, prouvent que les réformes sont insuffisantes. En 1856, le sultan Abdul-Medjid I proclame un nouvel édit impérial qui affirme que les chrétiens et les juifs possèdent dorénavant les mêmes droits que les sujets musulmans, et que la liberté de culte leur est reconnue. La conséquence la plus immédiate de cette mesure est la reconnaissance de communautés confessionnelles dotées de pouvoirs propres (les millets). Il subsiste des problèmes avec les minorités. La nécessité d’accélérer le rythme des Tanzimat pousse Midhat Pacha à déposer le sultan Abdülaziz qui s'oppose à l'adoption d’une constitution limitant ses prérogatives. En 1876 le nouveau sultan Abdülhamid II promulgue une constitution libérale qui instaure une monarchie parlementaire et qui respecte les libertés individuelles.
Après la guerre désastreuse contre la Russie (1875-1876) et le traité humiliant de San Stefano, Abdülhamid II est convaincu que les anciennes réformes sont inutiles et que de nouvelles méthodes doivent être adoptées pour sauver l’État. Le sultan rouge suspend donc la constitution en 1878 et dissout le parlement. L'ère des Tanzimat est terminée et l'empire plonge dans un règne autoritaire qui dure 33 ans.

## Le règne d'AbdülhamidII(1876-1908)
La personnalité du sultan Abdülhamid II est un facteur essentiel pour comprendre son attitude despotique. Devenu paranoïaque à la suite des évènements qui ont secoué le début de son règne, et obsédé par la crainte d’être déposé ou assassiné, Abdülhamid opte pour une politique d’autoritarisme, et de centralisation dans l’étendue de l’empire ottoman pour éliminer toute velléité indépendantiste.
La première manifestation de cette politique se traduit par le déplacement du centre du pouvoir de la Sublime Porte au palais. En effet, le grand vizir n’est plus celui de l’époque des Tanzimat, il n’est qu’un simple agent responsable seulement, avec tous les autres ministres, devant le sultan. Dorénavant ce dernier règne et gouverne en même temps.

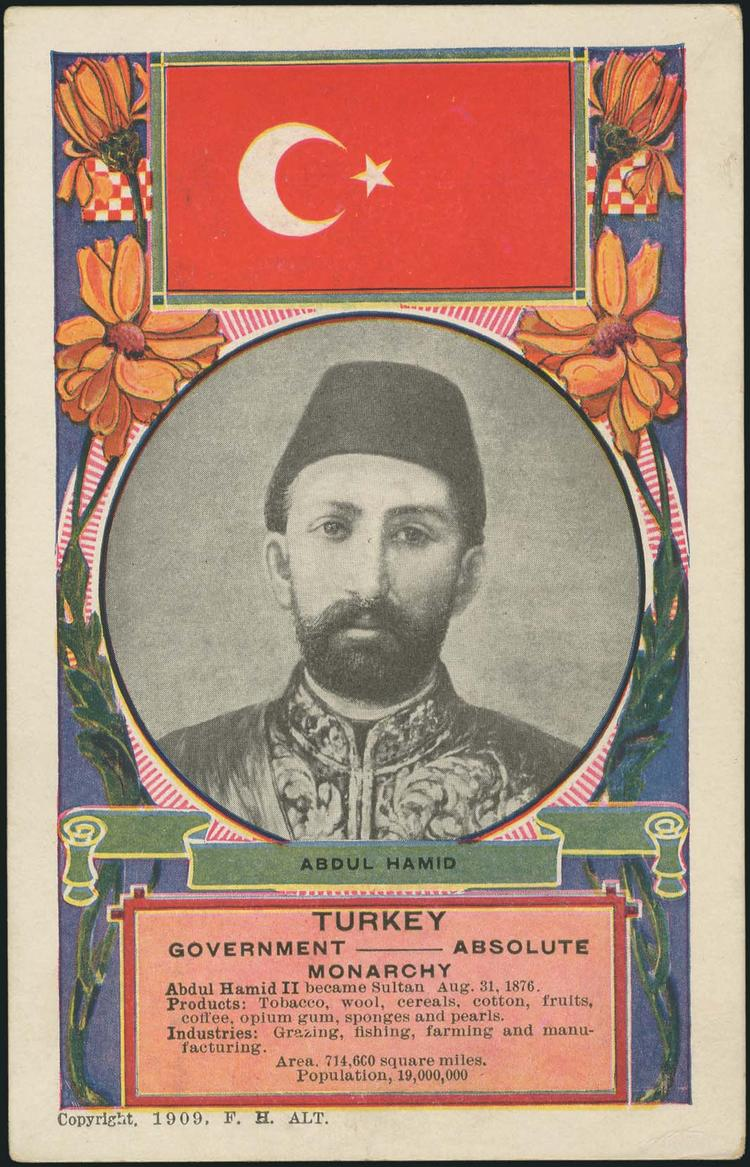
« Abdülhamid II - Turquie - Monarchie absolue », vignette anglaise énumérant les ressources de l'Empire ottoman, 1909.

Après l’échec de l’« ottomanisme », qui espérait réunir les nationalités de l’Empire en une nation ottomane composée de sujets égaux sans clivages ni discriminations religieuses ou ethniques, Abdülhamid, pour faire face aux ingérences des puissances étrangères (notamment la Grande-Bretagne occupe l’Égypte en 1882), promeut désormais le panislamisme afin de mobiliser au moins les musulmans sunnites vivant dans l’Empire et dans d’autres pays, dont il avait le statut de « commandeur ».
Cette nouvelle stratégie contrecarre les aspirations nationalistes des peuples non-sunnites de l’État ottoman qui, de ce fait, lui deviennent hostiles. À titre d’exemple, la dernière décennie du XIXe siècle est marquée par le développement du nationalisme arménien : la réaction ottomane se traduit par des massacres entre 1894 et 1896, faisant périr environ 200 000 Arméniens. La Crète est perdue en 1897, au terme d'un conflit militaire gréco-turc, qui inquiète les capitales européennes, tandis que l'Albanie, la Macédoine et la Thrace connaissent des révoltes mais demeurent sous la souveraineté ottomane jusqu'à la guerre des Balkans de 1912.
Sur un autre plan, les réformes, les dépenses accrues et les défaites militaires successives de l’armée ottomane au cours du XIXe siècle pèsent lourd sur le trésor public ottoman, aggravant le déficit budgétaire, ce qui endette l’État. En 1881, la Banque impériale ottomane, dont les actionnaires sont surtout franco-britanniques, accroît son influence par la création de l’Administration de la dette publique ottomane (en), organisme mixte chargé de percevoir les revenus et de gérer les dettes de l’État, ainsi mis financièrement sous tutelle.
Le déclin progressif de l’Empire et l’échec des réformes menées dans le cadre des Tanzimat pour enrayer ce déclin, suscitent des idées d’opposition croissante au despotisme d’Abdülhamid. S’inspirant de la Révolution française de 1789 et des écrits des intellectuels ottomans surtout Mehmed Kemâl (Namık Kemal), l’opposition se concrétise dans le mouvement des « Jeunes-Turcs » qui se constitue pour partie dans les grandes villes de l'Empire (Constantinople, Salonique) et pour partie à l’extérieur (Le Caire, Paris, Genève). Réclamant la restauration de la constitution de 1876 pour pouvoir résister à la pénétration européenne, et pour éviter le démantèlement de l’Empire, les Jeunes-Turcs regroupent dans un premier temps des libéraux d’origines diverses : Turcs, Arabes, Arméniens et Kurdes. Mouvement de nature complexe qui se propage entre les étudiants de l’école de médecine militaire à Constantinople, les Jeunes-Turcs sont dominés par le Comité Union et Progrès (CUP) fondé en 1895 à Salonique par Talaat bey et Rahmi bey et qui recrute parmi les corps de fonctionnaires civils et militaires. À partir de 1907, ce comité prend une coloration plus militaire avec l’adhésion d’officiers de l’armée turque tels Enver, Niazi bey, Jamal et Mustafa Kemal.
La crise devient de plus en plus patente à la première décennie du XXe siècle. En effet, la situation sur le double plan économique et social se détériore graduellement, le retard dans le paiement des soldes des soldats cause plusieurs émeutes dans les casernes. L’Allemagne, soucieuse d'affirmer sa vocation mondiale, cherche à renforcer son influence dans l'Empire, spécialement après la visite de l’empereur Guillaume II d'Allemagne. Elle s'engage, avec d'autres puissances, dans la construction du chemin de fer Berlin-Bagdad et participe à l'exploitation du pétrole d'Irak (Turkish Petroleum Company). La relation du sultan Abdülhamid II avec les autres puissances européennes devient délicate, du fait de l'alliance franco-russe puis du rapprochement anglo-russe contre l'Allemagne. La combinaison de tous ces facteurs ne peut que confirmer un seul fait : la révolution est imminente.

## L’effondrement (1908-1923)

### Les Jeunes-Turcs

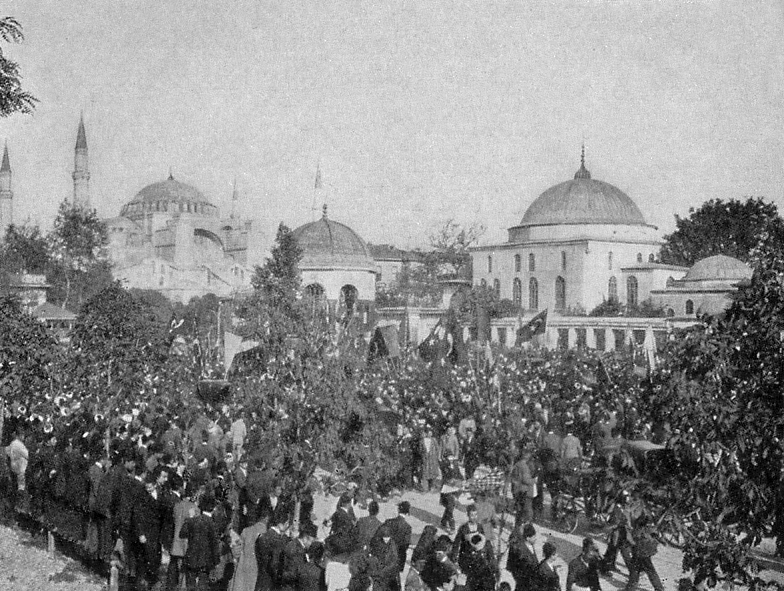
Manifestation en 1908 lors de la révolution des « Jeunes-Turcs ».

L’association illégale des « Jeunes-Turcs » (Comité Union et Progrès, CUP) se développe dans les provinces, surtout dans les garnisons de Macédoine ottomane, remettant en cause l'autorité d'Abdülhamid : celui-ci envoie 18 000 hommes pour dompter cette mutinerie mais ils se joignirent aux rebelles. Abdülhamid, afin d’enrayer le mouvement, annonce alors en juillet 1908 la convocation du Parlement et la remise en vigueur de la constitution de 1876 : c’est la fin de l’ère du despotisme hamidien.
La victoire de Jeunes-Turcs est de courte durée. Profitant de la désorganisation de l’Empire due à la révolution, l’Autriche-Hongrie annexe officiellement la Bosnie-Herzégovine, occupée de fait depuis 1878, tandis que la principauté de Bulgarie proclame son indépendance et la Crète autonome, son rattachement au royaume de Grèce. La responsabilité de ce désastre tombe sur le CUP au pouvoir. Croyant pouvoir bénéficier de l’agitation islamiste à Constantinople, Abdülhamid mène une tentative de contre-révolution, dissout le Parlement ottoman et fait arrêter plusieurs membres du CUP. Face à cette situation la réaction des Jeunes-Turcs ne se fait pas attendre. À la tête d’une armée (l’armée d’action) provenant de la Macédoine ottomane, Mahmoud Chevket Pacha pénètre dans Constantinople le 24 avril 1909, et dépose peu après le sultan , le sultan rouge, auquel succède son frère Mehmed Rachad, ou Mehmed V, dépourvu de pouvoir réel.
La chute du despotisme d'Abdülhamid libère la société ottomane. De nouvelles questions, auparavant négligées, viennent surgir sur la scène sociale. Ainsi, la situation traditionnelle de la femme est remise en question, et des mouvements de revendication sont créés par des femmes influencées par les idées occidentales. En outre, les ouvriers prennent conscience de leur condition et commencent à réclamer l’amélioration de leur situation par des grèves qui éclatent dans plusieurs secteurs (employés des tramways, dockers, souffleurs de verre, secteur des communications, du textile, des mines). La liberté de la presse et la multiplication des journaux engendrent un essor dans la vie intellectuelle. Dans un premier temps deux tendances dominent la société ottomane : une tendance islamiste dont le porte parole est Mehmed Akif, et une autre tendance occidentaliste représentée par Abdullah Cevdet. Une troisième tendance va apparaître progressivement dès 1908 et jouer un rôle important dans l’avenir, celle du nationalisme turc.
Revenu au pouvoir, le CUP cherche à préserver l’intégrité de l’État ottoman et à assurer l’unité de toutes les composantes de la société ottomane, et cela en créant des citoyens égaux devant la loi, et non des sujets appartenant à des millets diverses. Mais l’accomplissement de ces objectifs va se heurter à des crises qui éclatent dans plusieurs régions de l’empire. En 1911-1912 , la guerre italo-turque entraîne la perte de la régence de Tripoli en Libye. En outre, face à la politique de centralisation menée par les Jeunes-Turcs, l’Albanie se révolte contre la Turquie sous la direction d’Ismail Qemali. L'armée ottomane, malgré les efforts de modernisation sous la tutelle de la missions militaire allemande, subit une série de lourdes défaites contre les Italiens puis contre les anciens vassaux de l'Empire, Grèce, Bulgarie et Serbie, lors des guerres balkaniques (1912-1913). Les Ottomans perdent leurs dernières possessions africaines et la plus grande partie de leur ancien domaine en Europe.
Dans cette situation de trouble, et surtout après l’assassinat du grand vizir Mahmoud Chevket Pacha le 11 juin 1913, le pouvoir passe à un triumvirat unioniste constitué par Talaat, Djemal et Enver. Dès lors, la promotion de plus en plus exclusive d’un nationalisme turc strict qui se traduit par une répression accrue à l’égard des minorités, conforte l’autoritarisme du triumvirat et accentue la rivalité et la méfiance entre les Arabes et le CUP.

### Première guerre mondiale et génocide arménien

Déportations d'Arméniens lors du génocide en 1915

Les années de la Première guerre mondiale voient un Empire ottoman isolé sur la scène internationale face aux appétits russes et britanniques de plus en plus pressants. Début 1914, les Britanniques souhaitent internationaliser Constantinople et la Russie propose de créer une grande région autonome arménienne. Seuls alliés possibles, les Allemands sont hésitants, conscients des faiblesses de l'armée turque. Malgré la défiance du général Liman von Sanders, Guillaume II demande au chancelier Bethmann-Hollweg de préparer un traité. L'alliance germano-turque ne se concrétise qu'en juillet 1914.
Le 28 juin 1914, à Sarajevo, l’archiduc François-Ferdinand d'Autriche est assassiné par un étudiant bosniaque Gavrilo Princip du mouvement terroriste « Mlada Bosna », composé uniquement des Serbes de Bosnie. Par le jeu des alliances complexes en Europe, la Première Guerre mondiale est déclenchée. Le 2 novembre, la Russie, suivie le lendemain par le Royaume-Uni et la France déclarèrent la guerre à l’empire ottoman qui avait signé un pacte secret avec l’Allemagne. À l’exception de la bataille de Gallipoli, l’armée turque ne remporte aucun succès soit sur le front nord avec la Russie, soit au sud sur le front du canal de Suez. La situation devient de plus en plus alarmante avec la révolte arabe, conduit par le chérif de la Mecque Hussein ibn Ali en juin 1916 et soutenue par les Britanniques.
De son côté, le gouvernement ottoman des Jeunes-Turcs, pour des raisons liées au nationalisme turc et au panturquisme profite de la guerre pour organiser, entre le printemps 1915 et l'été 1916 principalement, le génocide arménien dans lequel vont périr près d'1 200 000 personnes. Les massacres débutent officieusement avec l'arrestation, la déportation puis le massacre d'intellectuels arméniens de Constantinople durant la nuit du 24 au 25 avril 1915. Puis c'est au tour de l'Anatolie où un plan d'extermination génocidaire est soigneusement mis en place ; les hommes sont tués, et le reste de la population est déportée en convoi par des gendarmes turcs. Les conditions sont mauvaises, et beaucoup meurent en route. Des Kurdes viennent aussi massacrer des Arméniens. La population encore vivante arrive en 1916 dans les déserts de Syrie-Mésopotamie, où la grande majorité y meurt. Les deux-tiers de la population arménienne vient d'être supprimée, les autres ont pu se réfugier en Arménie russe ou ailleurs. Quelques massacres sporadiques surviennent les années suivantes. Ainsi se constitua un Empire ottoman vidé de la majeure partie de sa population arménienne, victime de l'un des premiers génocides du XXe siècle.
En 1918, l’armée turque est prête à succomber, les Britanniques envahissent le Liban et la Syrie, prennent Damas (29 septembre), puis Alep et d’autres points stratégiques, tandis que les forces navales françaises occupent Beyrouth. Un armistice est conclu le 30 octobre à Moudros. Les Turcs seront obligés de démobiliser, de rompre les relations avec les Empires centraux et d’autoriser les vaisseaux de guerre alliés à passer par le détroit des Dardanelles.

### Mort d'un empire

La « catastrophe nationale » ottomane du Traité de Sèvres.

Les puissances occidentales croient le moment venu de satisfaire leurs ambitions, aussi bien les accords Sykes-Picot entre Français et Britanniques que la « Grande Idée » grecque d’Elefthérios Venizélos. Humilié par le traité de Sèvres qui reconnaît la démilitarisation des Détroits et le contrôle britannique, français, italien, arménien et grec sur certains territoires de l’Anatolie, le gouvernement du sultan tombe en discrédit.
Refusant cette situation de « catastrophe nationale », Mustafa Kemal réussit à remporter des victoires décisives sur les Grecs, à Sakarya (août 1921) et à Dumlupinar (août 1922), puis occupa à nouveau Smyrne en septembre. Le sultanat du dernier souverain Mehmed VI Vehid-ed-Din est aboli en 1922, et Mehmed est déposé en tant que calife (le cousin de Mehmed, Abdülmecid II, est élu calife par l’Assemblée, mais celle-ci finira par abolir le califat lui-même en 1924). Face à cette situation et craignant d’être jugé, Mehmed fuit le pays le 17 novembre 1922 à bord du cuirassé britannique HMS Malaya pour se réfugier à Malte. Cet événement marque la fin officielle de l’Empire ottoman et du califat sunnite : le nom de « Turc » remplace officiellement celui d’« Ottoman ». La République est proclamée avec Mustafa Kemal pour président, et le nouveau traité de Lausanne de 1923, reconnaît l’indépendance de la Turquie actuelle.

## Conclusion

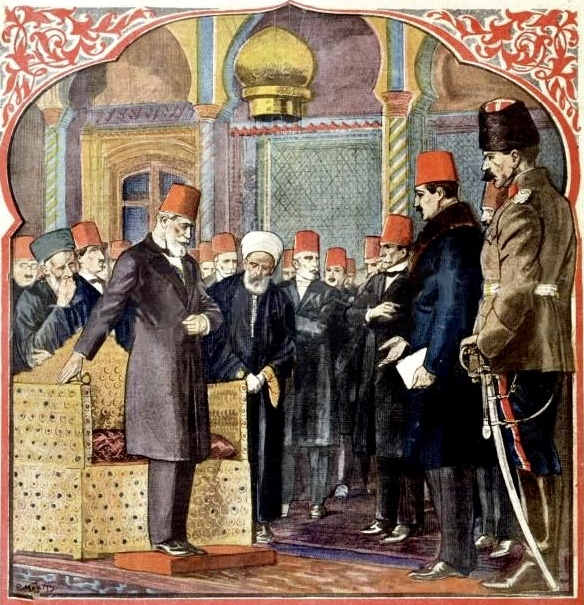
L’abolition du califat dans le Petit Journal illustré, 16 mars 1924 : les députés de l'Assemblée signifient à Abdülmecid II sa déposition : certains portent des fez rouges et des turbans qui marquent leur allégeance à ce dernier et qui seront dès lors interdits en Turquie.

La structure de la société ottomane s’est articulée sur un ensemble culturel et religieux complexe qui assurait la persistance de l’État ottoman. Mais les défaites successives de l’armée ottomane au cours du XVIIIe et dans les affaires internes de l’empire ont obligé les dirigeants de l’État ottoman à abandonner le mode traditionnel de gouvernement et à s’ouvrir sur l’Europe. En effet, l’effondrement de l’Empire ottoman peut s’expliquer par l’échec du mouvement de réforme qui a caractérisé les XIXe et XXe siècles. Conscients de la nécessité de moderniser l’appareil politique et administratif, les hommes des Tanzimat n’ont pas pu résoudre les problèmes structurels qui minaient la société ottomane. Le poids des traditions religieuses identitaires et antagonistes des peuples de l’Empire a privilégié le rôle des communautés au détriment de celui des citoyens, et cette situation persiste dans la région jusqu’à nos jours, par exemple dans les Balkans (notamment en ex-Yougoslavie), à Chypre et au Proche-Orient (notamment au Liban et en Syrie).
Les divers courants de pensée qui ont essayé de sauver l’Empire (ottomanisme, panislamisme, touranisme, nationalisme) n’ont pu enrayer sa chute, et la Première Guerre mondiale a donné le coup de grâce à cet édifice en cours d’érosion depuis trois siècles. Le nationalisme et le touranisme ont néanmoins profondément imprégné la société turque, au point que les ethnologues et les historiens qui évoquent la diversité passée du peuplement de l’Anatolie et de la société ottomane, subissent pressions et persécutions. Si la fin de l’institution impériale a permis l’émergence d’une République turque laïque, en revanche l’abolition du califat reste contestée en dehors de la Turquie, car même si le Coran ne mentionne pas le Califat qui n’est donc pas consubstantiel à l’islam, les musulmans ne reconnaissent pas la validité d’une décision prise par une assemblée turque nationale et laïque, et affirment qu’une telle décision ne peut être prise que par une conférence islamique représentant l’ensemble de l’Oumma, la communauté musulmane,.
Cette situation génère, depuis le milieu des années 1990, de nombreuses auto-proclamations califales, comme celle de l’Irakien Abou Bakr al-Baghdadi,.